# Maria Teresa Codina i Mir
Maria Teresa Codina i Mir   (Barcelona, 6 de març de 1927) és una mestra i pedagoga, compromesa amb la renovació pedagògica a Catalunya i l'educació de les persones de sectors socials desafavorits.

## Vida i trajectòria
Filla del metge Joan Codina i Altés (1891-1963) i de Rosa Mir i Casanovas, Maria Teresa Codina obtingué el títol de "maestro de primera enseñanza" (1951) i estudià Filologia Clàssica (1952) a la Universitat de Barcelona; feu una estada a França on es va formar en pedagogia. Va estudiar Pedagogia encara a la Universitat de Barcelona on coincidí amb Marta Mata. Després d'exercir a l'Institut Internat de la Molina, dirigit per Jordi Galí, fill d'Alexandre Galí, va fundar l'escola Talitha ("nena", en arameu), un projecte educatiu innovador, en català i per a nenes (a partir de 1968 seria mixt, tot i que aleshores no estava permès), que va funcionar a l'edifici que actualment és la casa Orlandai entre 1956 i 1974.
M. Teresa Codina va portar a la pràctica el seu credo pedagògic: treball en equip, relació amb pares i alumnes estreta i constant, conreu de la llengua materna, coeducació, relació amb I’entorn, formació integral i un sistema d'economia escolar innovador.
Participà amb Marta Mata i Pere Darder a la fundació de l'Associació de Mestres Rosa Sensat (octubre de 1965). A partir del curs 1974-75 es va incorporar a l'escola del Patronat Nostra Senyora del Port, en un barri obrer de Zona Franca de Barcelona; allí, junt amb Basilio González Muñoz (Arevalillo, Àvila, 1941 - 2017), contribuí en diversos projectes per a oferir oportunitats als infants d'aquesta zona desafavorida, particularment als infants de la comunitat gitana. Allà ensenyà llengües (català, castellà i francès) a la segona etapa d'EGB.
El 1977, M. Teresa Codina fou nomenada Directora de Promoció Educativa de Can Tunis. Des de finals dels anys 70 fins a 1983 dirigí l'escola municipal Avillar Chavorrós ("veniu, mainada", en caló). Encara més endavant participaria en la creació de l'escola Xavó-Xaví ("noi-noia", en caló), una escola-taller de secundària, on treballà fins a la jubilació el 1992. També ocupà diversos càrrecs en l'administració educativa, tant a l'Ajuntament de Barcelona com a la Generalitat.
Entre les distincions rebudes destaquen el Premi Ramon Llull d'experiències pedagògiques (1979), el Premi Hidalgo de Presència Gitana (1983), el Premi Ramon Fuster a la seva trajectòria professional (1995), el I Premi Catalunya d'Educació (2002), màxima distinció al professorat, i el reconeixement del valor del seu itinerari pedagògic per part de la Societat Catalana de Pedagogia, filial de l’Institut d’Estudis Catalans (2012). El 5 de juny de 2018 va ser investida doctora honoris causa per la Universitat de Vic i a l'octubre del 2020 li fou atorgada la Medalla d'Or de la Generalitat 2020.
L’any 2021, va donar a la Biblioteca de la Universitat de Vic-Universitat Central de Catalunya la seva biblioteca personal i arxiu documental (actualment, en procés de tractament).

## Publicacions
- Codina, M. T., Mata, M., Valeri, M. E., Solé Vendrell, C., Valeri, M. Eulàlia. El Llop, el garrí, l’ànec i l’oca. Barcelona: La Galera, 1971. ISBN 8424611063.
- Codina, M. T. Aprendizaje de la lecto-escritura : adaptación de “Letra por Letra” y ejercicios complementarios. Barcelona: Ajuntament de Barcelona, 1983.
- Codina, M. T. Con los ojos abiertos : ¿qué cuentan los chavorros? : comunicación y expresión sobre la vida diaria. Barcelona: Ajuntament de Barcelona, 1983.
- Codina, M. T. Una escola per a tots i una educació per a cadascú. Manresa: Ajuntament de Manresa, 1993. ISBN 8487202241.
- Codina, M. T. L’Infant i el parvulari. Barcelona: Rosa Sensat, 1998. (Temes d’infància; 19). ISBN 8489149461.
- Codina, M. T. Gitanos en Can Tunis 1977-1983. Crónica de un proceso educativo. Barcelona: Mediterrània, 2000. ISBN 8483341433.
- Codina, M. T. (Coord.) El adolescente marginal: Escuela y trabajo. Barcelona: Rosa Sensat, 2001. ISBN 8489149917.
- Codina, M. T. Educar en temps difícils. Escola Talitha, 1956-1974. Vic: Eumo Editorial, 2007. ISBN 9788497662000.